# Sakena Yacoobi
Sakena Yacoobi (Herat, 1957) es la directora ejecutiva del Afghan Institute of Learning (AIL), una ONG afgana dirigida por mujeres que ella misma fundó en 1995. Es conocida por su trabajo en defensa de los derechos de los niños, de las mujeres, y de la educación. Ha obtenido reconocimiento internacional por su trabajo y en 2005 fue nominada conjuntamente con otras 99 mujeres al Premio Nobel de la paz.

## Primeros años
Nacida en Herat, Afganistán, Sakena llegó a los Estados Unidos en los años 1970, obteniendo un graduado en Biología de la Universidad del Pacífico en 1977. and a master's degree in public health from Loma Linda University. Antes de volver en 1990 a trabajar con su gente, Sakena era profesora en la Universidad D'Etre y consultora sanitaria. Mientras trabajaba con refugiados en Pakistán publicó 8 guías formativas para profesores en el language Dari. Durante ese tiempo también fue delegada de la Agencia Coordinadora para la Ayuda Humanitaria Afgana trabajando en el área de educación del Plan de Rehabilitación para Afganistán de Naciones Unidas.

## Afghan Institute of Learning

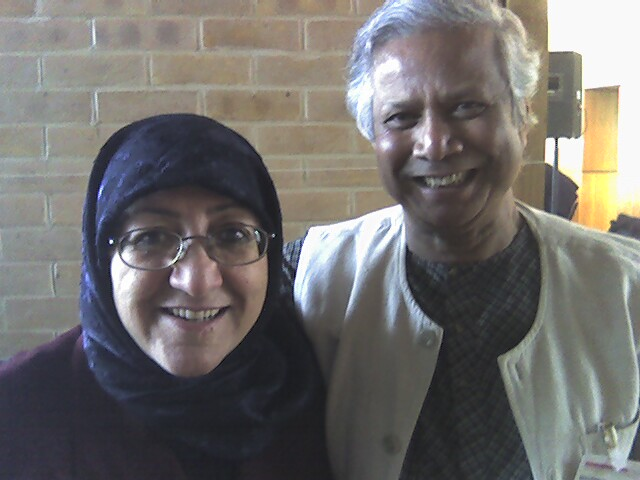
Sakena Yacoobi y Muhammad Yunus

La organización se estableció para ofrecer formación como profesoras a las mujeres afganas, para apoyar la educación para niños y niñas, y para proveer de educación sanitaria a las mujeres y a los niños. Bajo el liderazgo de Sakena, AIL se ha establecido como una organización avanzada y visionaria que trabaja desde la base y empodera a las mujeres y a las comunidades para llevar educación y servicios sanitarios a las niñas pobres rurales y urbanas, a las mujeres, y a otros afganos pobres. AIL fue la primera organización en ofrecer formación en derechos humanos y lidezargo a las mujeres afganas. AIL mantuvo 80 escuelas escondidas para 3000 niñas en Afganistán después de que los Talibán cerrasen las escuelas para niñas en la década de 1990.